# Ryan Wilson (hockey sur glace)
Pour les articles homonymes, voir Ryan Wilson.
Ryan Wilson (né le 3 février 1987 à Windsor situé dans la province d'Ontario au Canada) est un joueur professionnel canadien de hockey sur glace évoluant au poste de défenseur.

## Biographie
Ryan Wilson fait ses débuts en junior lors de la saison 2003-2004 en jouant pour les St. Michael's Majors de Toronto dans la Ligue de hockey de l'Ontario. Après trois saisons, il change d'équipe en 2006 pour jouer avec le Sting de Sarnia.
Après cinq saisons dans la LHO et non repêché dans la Ligue nationale de hockey, Wilson signe un contrat en tant qu'agent libre avec les Flames de Calgary le 1er juillet 2008. Il fait ses débuts professionnels en 2008 avec les Flames de Quad City, équipe affilié à Calgary dans la Ligue américaine de hockey. Le 4 mars 2009, lors de la trade dead line, dernier jour possible des échanges des joueurs dans la LNH, il est échangé à l'Avalanche du Colorado avec Lawrence Nycholat et un choix de deuxième ronde du repêchage de 2009 contre Jordan Leopold. Il termine sa saison avec les Monsters du lac Érié de la LAH, l'équipe affiliée à l'Avalanche.
Il fait ses débuts dans la LNH avec l'Avalanche lors de la saison 2009-2010 en jouant 61 matchs pour 3 buts et 21 points.

## Statistiques
| Saison     | Équipe                          | Ligue      |     | Saison régulière | Saison régulière | Saison régulière | Saison régulière | Saison régulière |   | Séries éliminatoires | Séries éliminatoires | Séries éliminatoires | Séries éliminatoires | Séries éliminatoires |
| Saison     | Équipe                          | Ligue      | PJ  | B                | A                | Pts              | Pun              | PJ               | B | A                    | Pts                  | Pun                  |                      |                      |
| 2003-2004  | St. Michael's Majors de Toronto | LHO        | 58  | 3                | 22               | 25               | 88               | 18               | 3 | 7                    | 10                   | 16                   |                      |                      |
| 2004-2005  | St. Michael's Majors de Toronto | LHO        | 68  | 13               | 24               | 37               | 149              | 10               | 4 | 5                    | 9                    | 12                   |                      |                      |
| 2005-2006  | St. Michael's Majors de Toronto | LHO        | 64  | 12               | 49               | 61               | 145              | 4                | 1 | 3                    | 4                    | 12                   |                      |                      |
| 2006-2007  | Sting de Sarnia                 | LHO        | 68  | 17               | 58               | 75               | 136              | 4                | 1 | 3                    | 4                    | 14                   |                      |                      |
| 2007-2008  | Sting de Sarnia                 | LHO        | 58  | 7                | 64               | 71               | 84               | 9                | 0 | 7                    | 7                    | 19                   |                      |                      |
| 2008-2009  | Flames de Quad City             | LAH        | 60  | 4                | 16               | 20               | 56               | -                | - | -                    | -                    | -                    |                      |                      |
| 2008-2009  | Monsters du lac Érié            | LAH        | 8   | 0                | 2                | 2                | 25               | -                | - | -                    | -                    | -                    |                      |                      |
| 2009-2010  | Monsters du lac Érié            | LAH        | 3   | 0                | 0                | 0                | 17               | -                | - | -                    | -                    | -                    |                      |                      |
| 2009-2010  | Avalanche du Colorado           | LNH        | 61  | 3                | 18               | 21               | 36               | 4                | 0 | 1                    | 1                    | 0                    |                      |                      |
| 2010-2011  | Avalanche du Colorado           | LNH        | 67  | 3                | 13               | 16               | 68               | -                | - | -                    | -                    | -                    |                      |                      |
| 2011-2012  | Avalanche du Colorado           | LNH        | 59  | 1                | 20               | 21               | 33               | -                | - | -                    | -                    | -                    |                      |                      |
| 2012-2013  | Avalanche du Colorado           | LNH        | 12  | 0                | 3                | 3                | 8                | -                | - | -                    | -                    | -                    |                      |                      |
| 2013-2014  | Monsters du lac Érié            | LAH        | 1   | 0                | 0                | 0                | 0                | -                | - | -                    | -                    | -                    |                      |                      |
| 2013-2014  | Avalanche du Colorado           | LNH        | 28  | 0                | 6                | 6                | 12               | 4                | 0 | 2                    | 2                    | 2                    |                      |                      |
| 2014-2015  | Avalanche du Colorado           | LNH        | 3   | 0                | 0                | 0                | 0                | -                | - | -                    | -                    | -                    |                      |                      |
| 2015-2016  | Ak Bars Kazan                   | KHL        | 24  | 0                | 3                | 3                | 25               | 7                | 2 | 0                    | 2                    | 36                   |                      |                      |
| 2016-2017  | HC Lugano                       | LNA        | 32  | 2                | 10               | 12               | 34               | 7                | 0 | 3                    | 3                    | 2                    |                      |                      |
| 2017-2018  | KalPa Kuopio                    | Liiga      | 39  | 1                | 11               | 12               | 39               | 6                | 0 | 0                    | 0                    | 12                   |                      |                      |
| 2018-2019  | KalPa Kuopio                    | Liiga      | 54  | 1                | 13               | 14               | 53               | -                | - | -                    | -                    | -                    |                      |                      |
| 2019-2020  | KalPa Kuopio                    | Liiga      | 35  | 0                | 6                | 6                | 10               | -                | - | -                    | -                    | -                    |                      |                      |
| Totaux LNH | Totaux LNH                      | Totaux LNH | 230 | 7                | 60               | 67               | 157              | 8                | 0 | 3                    | 3                    | 2                    |                      |                      |